# Centruroides ochraceus
Espèce
Synonymes
- Centrurus ochraceus Pocock, 1898
- Centrurus yucatanus Chamberlin & Ivie, 1938

Centruroides ochraceus est une espèce de scorpions de la famille des Buthidae.

## Distribution
Cette espèce est endémique du Mexique. Elle se rencontre au Yucatán, au Quintana Roo, au Campeche et dans le Sud du Veracruz.

## Description

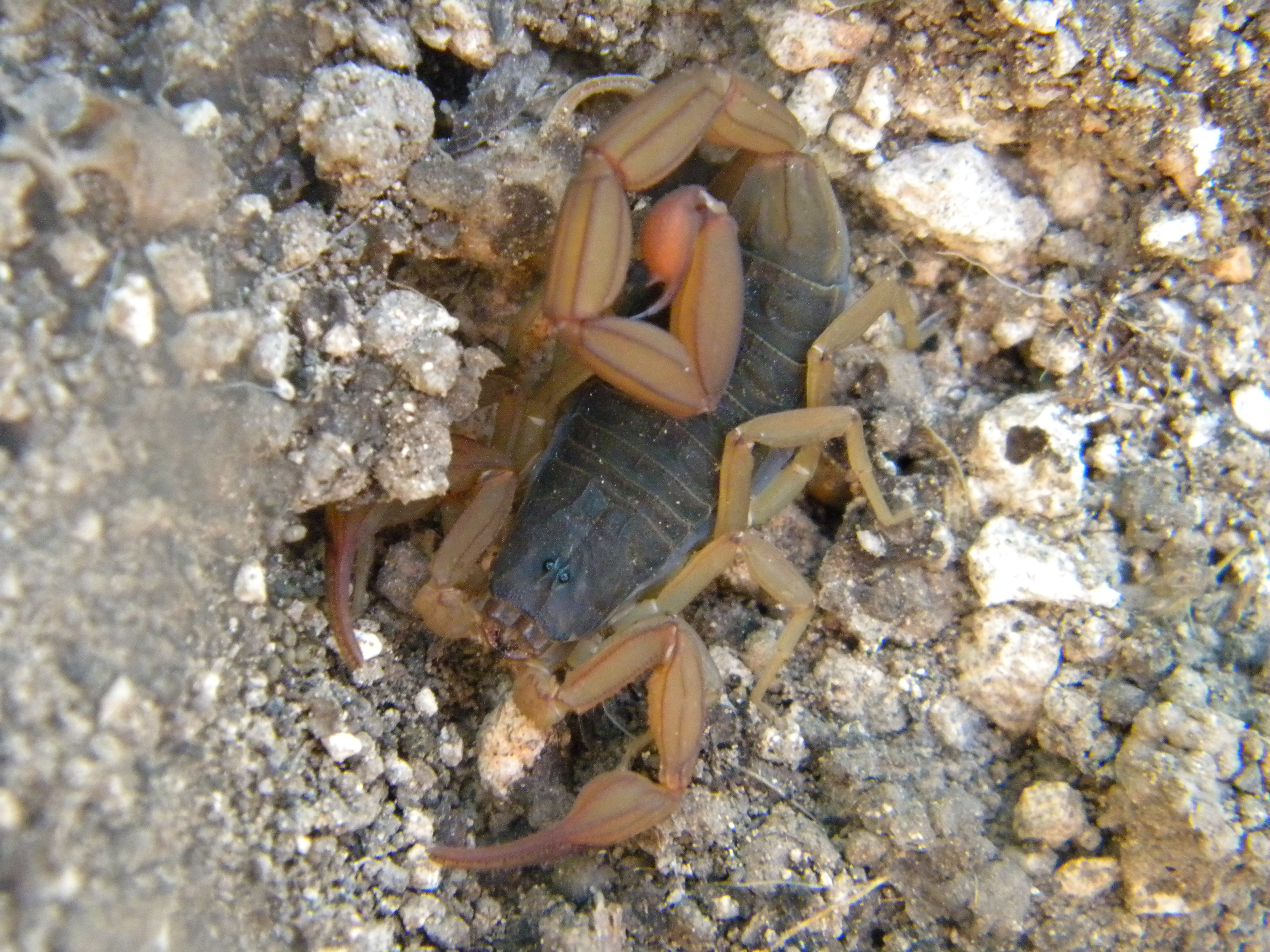
Centruroides ochraceus

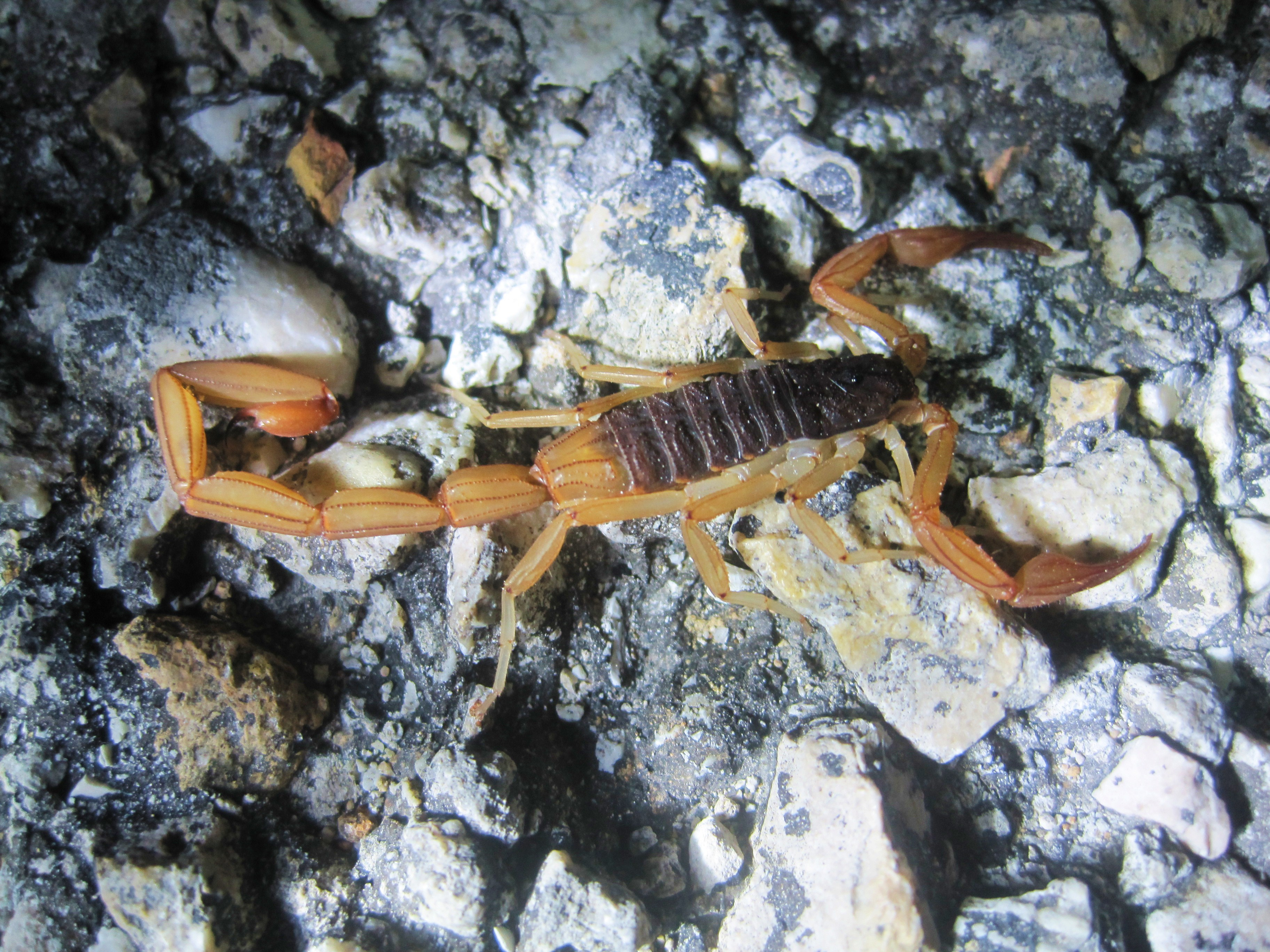
Centruroides ochraceus

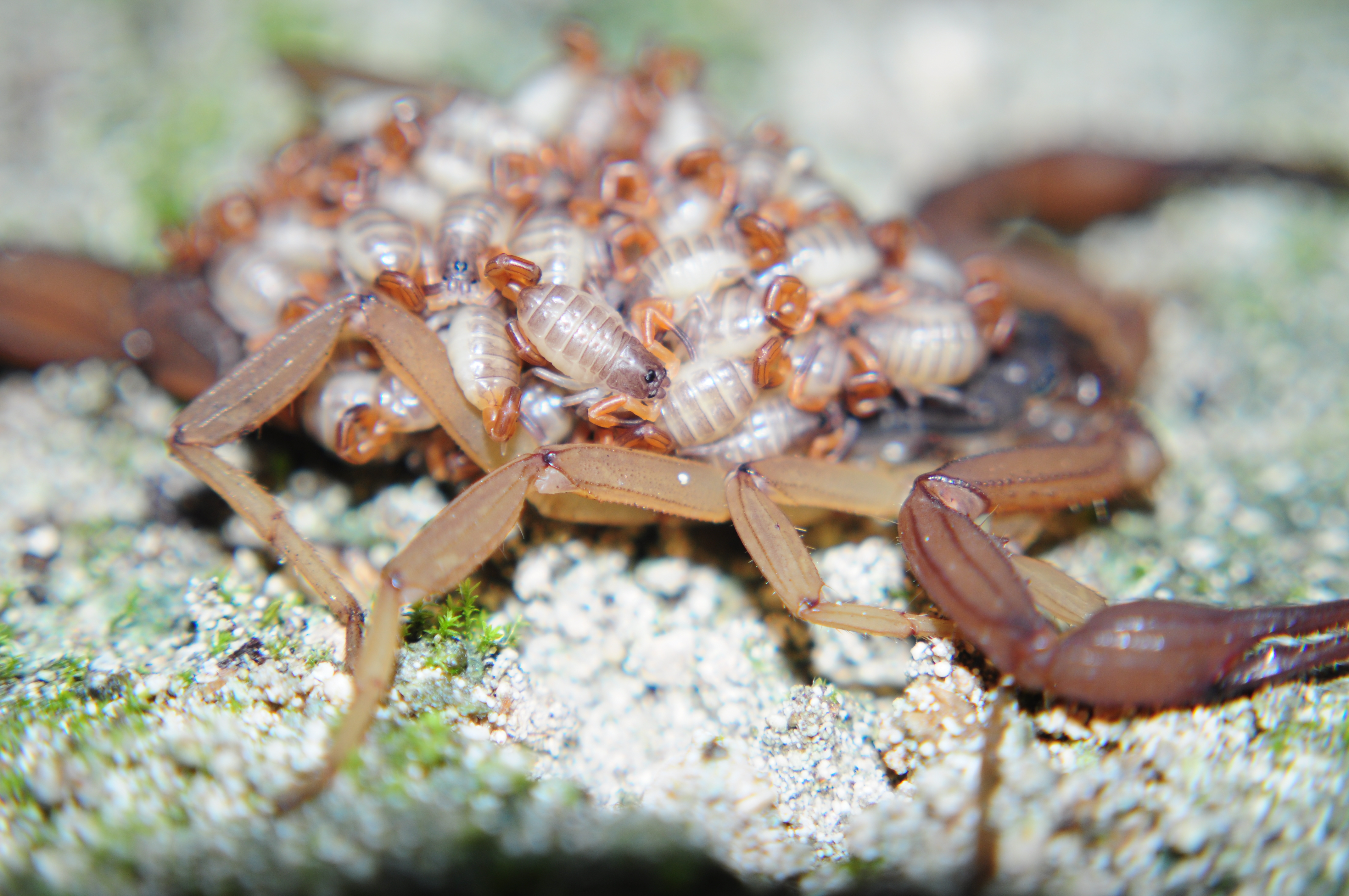
Centruroides ochraceus et ces petits

Le mâle syntype mesure 67 mm et la femelle syntype 72 mm.

## Publication originale
- Pocock, 1898 : « Descriptions of some new Scorpions from Central and South America. » Annals and Magazine of Natural History, sér. 7, vol. 1, p. 384-394 (texte intégral).